# Dario Knežević
Dario Knežević (ur. 20 kwietnia 1982 w Rijece) – chorwacki piłkarz występujący na pozycji obrońcy.

## Życiorys
W czasach juniorskich trenował w NK Orijent. W seniorskiej drużynie tego klubu występował w latach 2000–2002. W 2002 roku został zawodnikiem HNK Rijeka. Grał w nim przez 4 lata. W tym czasie rozegrał w jego barwach 89 meczów ligowych. W sezonach 2004/2005 i 2005/2006 wraz z klubem zdobył puchar kraju. 1 sierpnia 2006 odszedł do włoskiego AS Livorno. Kwota transferu wyniosła około pół miliona euro. Pierwszy mecz w Serie A rozegrał 25 października 2006 przeciwko Interowi Mediolan (4:1 dla Interu). Przed rozpoczęciem sezonu 2008/2009 został wypożyczony na rok do Juventusu F.C.. W tym czasie zagrał w trzech meczach w lidze. Piłkarzem Livorno pozostawał do 13 lipca 2012, gdy powrócił do Rijeki. 21 września 2015 oficjalnie zakończył karierę zawodniczą.
W reprezentacji Chorwacji zadebiutował 1 lutego 2006 w wygranym 4:0 meczu z Hongkongiem. Był to jednak towarzyski mecz nieuznawany za oficjalny. Pierwszy oficjalny mecz rozegrał 16 sierpnia 2006 z Włochami (2:0 dla Chorwacji). W 2008 roku został powołany do kadry na Mistrzostwa Europy.

## Statystyki klubowe
| Sezon     | Klub              | Kraj      | Rozgrywki | Mecze | Bramki |
| --------- | ----------------- | --------- | --------- | ----- | ------ |
| 2000/2001 | NK Orijent Rijeka | Chorwacja | Druga HNL | 6     | 0      |
| 2001/2002 | NK Orijent Rijeka | Chorwacja | Druga HNL | 24    | 1      |
| 2002/2003 | HNK Rijeka        | Chorwacja | Prva HNL  | 7     | 0      |
| 2003/2004 | HNK Rijeka        | Chorwacja | Prva HNL  | 22    | 0      |
| 2004/2005 | HNK Rijeka        | Chorwacja | Prva HNL  | 26    | 0      |
| 2005/2006 | HNK Rijeka        | Chorwacja | Prva HNL  | 29    | 0      |
| 2006/2007 | HNK Rijeka        | Chorwacja | Prva HNL  | 5     | 0      |
| 2006/2007 | AS Livorno        | Włochy    | Serie A   | 11    | 1      |
| 2007/2008 | AS Livorno        | Włochy    | Serie A   | 35    | 3      |
| 2008/2009 | Juventus F.C.     | Włochy    | Serie A   | 3     | 0      |
| 2009/2010 | AS Livorno        | Włochy    | Serie A   | 27    | 0      |
| 2010/2011 | AS Livorno        | Włochy    | Serie B   | 28    | 0      |
| 2011/2012 | AS Livorno        | Włochy    | Serie B   | 29    | 0      |
| 2012/2013 | HNK Rijeka        | Chorwacja | Prva HNL  | 31    | 0      |
| 2013/2014 | HNK Rijeka        | Chorwacja | Prva HNL  | 26    | 0      |
| 2014/2015 | HNK Rijeka        | Chorwacja | Prva HNL  | 2     | 0      |